# ベルベット・アサシン (映画)
『ベルベット・アサシン』（原題: Kirot, 英: The Assassin Next Door）は、2009年に製作されたイスラエル・フランス・アメリカ合衆国のアクション映画。オルガ・キュリレンコ主演。日本では劇場未公開。なお同年発売の同名テレビゲームソフトは本作とは無関係である。

## 製作
監督は、数多くのビデオスルー映画の製作を行っている、イスラエルの映画プロデューサー、ダニー・ラーナーとは別人。 
主役を演じたのは、『007 慰めの報酬』でボンドガールに抜擢された過去を持つオルガ・キュリレンコ。
原題の"Kirot"は、ヘブライ語で"壁"を意味する。

## ストーリー
イスラエルのテルアビブで娼婦をしているガーリャは、組織に売春を強制され、ひどい生活から抜け出そうと仲間と逃亡を企てる。しかし逃亡は失敗し、一緒に逃げた仲間は殺されてしまう。ところがガーリャは殺されず、暗殺者として組織に利用されることになる。
ガーリャは国に残してきた娘のため、暗殺の仕事を引き受ける。やがてマンションの一室を与えられたガーリャは、隣人のエレノアと知り合い親交を深めていく。しかしエレノアは、夫からの暴力に苦しんでいた。
ガーリャとエレノアは、それぞれが抱える問題に立ち向かう。が、組織はそんなにあまくは無く、紆余曲折あってガーリャはエレノアと国外逃亡を図るも、ガーシャは組織の撃った銃弾を腹に食らってしまう。

## キャスト
- ガーリャ：オルガ・キュリレンコ
- エレノア：ニネット・タイブ（英語版、ヘブライ語版）
- エレノアの夫：ゾハール・シュトラウス（英語版、ヘブライ語版）
- ロニ：リロン・レヴォ（ヘブライ語版）
- ペーター：ヘンリー・デヴィッド（ヘブライ語版）
- レイモンド・アムセレム（英語版、ヘブライ語版）

## スタッフ
- 監督・脚本 = ダニー・ラーナー
- 製作 = ヨアヴ・ゼェヴィー、エフド・ブレイバーク、エドゥアールドゥーク
- 製作総指揮 = レオン・エダリー、モシェ・エダリー
- 音楽 = ナサニエル・メカリー
- 撮影 = ラム・シュウィーキー
- 編集 = イヴ・シュヴァリエ、サーシャ・フランクリン、タル・ケラー